# James (serie televisiva)
James (James at 15) è una serie televisiva statunitense drammatica trasmessa dalla NBC nel corso della stagione 1977-1978.
La serie è stata preceduta dal film televisivo del 1977 James at 15, andato in onda lunedì 5 settembre 1977, che era inteso come pilota della serie. Sia il film che la serie sono stati creati da Dan Wakefield, un giornalista e scrittore di fantascienza autore del romanzo Going All the Way, un racconto del raggiungimento della maggiore età negli anni 50, lo aveva portato a essere contattato da David Sontag della Twentieth Century Fox.
Sontag, il vicepresidente senior degli affari creativi della Fox, aveva avuto un pranzo a New York City con Paul Klein, il capo della programmazione della NBC. A pranzo Klein ha detto che aveva bisogno di una serie per la domenica sera. Sul posto Sontag ha creato l'idea per una serie di formazione vista attraverso gli occhi di un adolescente, inclusi i suoi sogni, fantasie e speranze. Klein ha adorato l'idea e ha chiesto a Sontag chi l'avrebbe scritta. Sontag ha suggerito Dan Wakefield. Nonostante il resoconto sopra riportato della creazione della serie, il credito sullo schermo recita "Creato da Dan Wakefield".

## Trama
Il quindicenne James Hunter (Lance Kerwin), figlio di un professore di college, si trasferisce con la sua famiglia nella città dove il padre è stato assunto come insegnante, Boston. James, un sognatore che si diletta di fotografia, passa dei momenti difficili per adattarsi al nuovo ambiente. La serie non manca di trattare seri temi sociali quali la perdita della verginità, la gravidanza e le malattie trasmesse sessualmente.

## Personaggi e interpreti

### Personaggi principali
- James Hunter (21 episodi, 1977-1978), interpretato da Lance Kerwin.
- Paul Hunter (21 episodi, 1977-1978), interpretato da Linden Chiles.
È il padre di James.
- Meg Hunter (21 episodi, 1977-1978), interpretata da Lynn Carlin.
È la madre di James.
- Sandy Hunter (21 episodi, 1977-1978), interpretata da Kim Richards.
È la sorella minore di James.
- Marlene (20 episodi, 1977-1978), interpretata da Susan Myers.
- Sly (20 episodi, 1977-1978), interpretato da David Raynr.
- Kathy Hunter (11 episodi, 1977-1978), interpretata da Deirdre Berthrong.
È la sorella maggiore di James.

### Personaggi secondari
- Dean Llewellyn (8 episodi, 1977-1978), interpretato da Marvin Katzoff.
- Schwartz (6 episodi, 1978), interpretato da Jim Greenleaf.
- Mr. Shamley (3 episodi, 1978), interpretato da Jack Knight.
- Teresa (3 episodi, 1978), interpretata da Verda Bridges.
- Clinton (3 episodi, 1978), interpretato da Tierre Turner.
- Paisley (2 episodi, 1977), interpretata da Lisa Pelikan.
- Channing (2 episodi, 1977-1978), interpretato da Gary Tomlin.
- Tom (2 episodi, 1978), interpretato da Tony Moran.
- Chapman (2 episodi, 1978), interpretato da Gregg Muir.
- Bobby (2 episodi, 1978), interpretato da Bobbie Block.
- Fred Sherwood (2 episodi, 1977-1978), interpretato da Frank Verroca.

## Episodi
| Stagione       | Episodi | Prima TV USA | Prima TV ITA |
| -------------- | ------- | ------------ | ------------ |
| Film TV Pilota | 1       | 1977         |              |
| Stagione unica | 20      | 1977-1978    |              |

## Produzione
La serie, ideata da Dan Wakefield, fu prodotta da 20th Century Fox Television e girata negli studios della 20th Century Fox a Los Angeles in California. Il video della sigla di apertura fu invece girato a Boston, luogo di ambientazione della serie. Le musiche furono composte da J.A.C. Redford.

### Registi
Tra i registi della serie sono accreditati:
- Peter Levin in 6 episodi (1977-1978)
- Joseph Hardy in 5 episodi (1977-1978)
- Larry Elikann in 2 episodi (1978)

### Sceneggiatori
Tra gli sceneggiatori della serie sono accreditati:
- Dan Wakefield in 21 episodi (1977-1978)
- Ronald Rubin in 6 episodi (1977-1978)
- Wally Dalton in 3 episodi (1978)
- Shelley Zellman in 3 episodi (1978)
- Nancy Sackett in 2 episodi (1977-1978)

## Distribuzione
La serie fu trasmessa negli Stati Uniti dal 5 settembre 1977 (pilot) e dal 27 ottobre 1977 (1º episodio) al 29 giugno 1978 sulla rete televisiva NBC. In Italia è stata trasmessa con il titolo James.

## Accoglienza critica e controversia
Lo spettacolo è stato molto elogiato per il suo realismo e sensibilità, con un recensore del New York Times che applaudeva il programma che evitava gli stereotipi dei personaggi: "Sly, uno studente nero scherzoso ... ha genitori della classe media profondamente coinvolti nella musica classica" e un compagno di classe di classe sociale media scopre che suo padre guadagna più soldi come idraulico del padre professore di James. Tom Shales del The Washington Post ha affermato:
Non perfetto, non rivoluzionario, non sempre delirantemente urgente, James at 15 è ancora la nuova serie di intrattenimento più rispettabile della stagione. Coerentemente, comunica qualcosa sullo stato dell'essere giovani, piuttosto che comunicare semplicemente che desidera attirare i giovani spettatori. E se romanticizza l'adolescenza attraverso le prove settimanali e i trionfi del suo eroe adolescente, almeno lo fa in modi più ambiziosi, curiosi e autentici rispetto al teeny-bop televisivo medio. 
I critici hanno anche approvato la sua gestione della prima esperienza sessuale di James, con una studentessa svedese in scambio di studio (Kirsten Baker) nell'episodio andato in onda il 9 febbraio 1978 - a quel punto lo spettacolo ha assunto il nome di James at 16. Tuttavia, il capo scrittore Wakefield si è licenziato in una disputa con la NBC sull'uso nell'episodio dell'eufemismo responsabile del "controllo delle nascite", così come l'insistenza della rete sul fatto che James dovrebbe provare rimorso per la sua decisione.
Dietro le quinte, i produttori esecutivi originali dello spettacolo, Martin Manulis e Joe Hardy, furono sostituiti da Ron Rubin nel dicembre 1977. Nonostante il successo della critica, lo spettacolo durò solo una stagione. Kerwin aveva effettivamente 16 anni quando la serie è iniziata e ne aveva compiuti 17 quando venne cancellata, un anno in più del suo personaggio.

## Premi e nomination
| Anno | Premio                           | Risultato  | Categoria                                                                    | Ricevente                               |
| ---- | -------------------------------- | ---------- | ---------------------------------------------------------------------------- | --------------------------------------- |
| 1978 | Primetime Emmy Award             | Nomination | Outstanding Lead Actress for a Single Appearance in a Drama or Comedy Series | Irene Tedrow (Per l'episodio "Ducks")   |
| 1978 | Primetime Emmy Award             | Nomination | Outstanding Lead Actress for a Single Appearance in a Drama or Comedy Series | Kate Jackson (Per l'episodio "Pilot")   |
| 1978 | Directors Guild of America Award | Nomination | Outstanding Directorial Achievement in Dramatic Series' - Night              | Joseph Hardy (Per l'episodio "Friends") |

## Novelization
Due romanzi sono stati scritti dall'autore April Smith, James at 15 e Friends.

## Legacy
Kevin Williamson, il creatore di Dawson's Creek, ha citato questa serie come fonte di ispirazione per il suo show: "Dawson's Creek è nato dal mio desiderio di fare James at 15 per gli anni '90. Era molto provocatorio e in anticipo sui tempi."
I Beastie Boys si riferiscono allo show nella loro canzone "Hey Ladies" ("I'm not James at 15 or Chachi in charge..."), dall'album Paul's Boutique.